# Minetia adamczewskii
Minetia adamczewskii är en fjärilsart som beskrevs av Sergiusz Toll 1956. Minetia adamczewskii ingår i släktet Minetia och familjen plattmalar. Inga underarter finns listade i Catalogue of Life.